# Saint-Clar
Saint-Clar è un comune francese di 1 055 abitanti situato nel dipartimento del Gers nella regione dell'Occitania.

## Società

### Evoluzione demografica
Abitanti censiti